# Martin Lichtenstein
Martin Heinrich Carl Lichtenstein (Amburgo, 10 gennaio 1780 – Kiel, 2 settembre 1857) è stato un medico, esploratore e zoologo tedesco.

## Biografia
Figlio di Anton August Heinrich Lichtenstein, nacque ad Amburgo e studiò medicina a Jena e ad Helmstedt. Tra il 1802 e il 1806 viaggiò in Africa meridionale, divenendo il medico personale del Governatore del Capo di Buona Speranza. Nel 1810 pubblicò Reisen im südlichen Afrika. Ottenne la Cattedra di Zoologia all'università di Berlino nel 1811 e venne nominato Direttore del Museo Zoologico di Berlino nel 1813.
Nel 1841 Lichtenstein fu il responsabile della fondazione dei Giardini Zoologici di Berlino, avendo persuaso Federico Guglielmo IV a donare la terra dei suoi possedimenti.
Morì in seguito ad un duello in mare al largo di Kiel.
| Lichtenstein è l'abbreviazione standard utilizzata per le specie animali descritte da Martin Lichtenstein. Categoria:Taxa classificati da Martin Lichtenstein |